# 瑞祥地名
瑞祥地名（ずいしょうちめい）は、地名を命名法・由来などをもとに分類した地名種類の一種である。めでたい意味の言葉をそのまま使ったり、良い意味の言葉から創作されたりした地名のことである。歴史的には好字（こうじ）、佳字（かじ）、嘉字（けいじ）などと呼ばれた。

## 歴史
古代の日本には文字がなかったため、日本語（和語）を表記するために漢字の音を利用した万葉仮名が生み出された。初期の万葉仮名は音を利用するのみだったが、次第にその漢字の意味を付加して漢語と和語の掛詞（同音異義）のようにも使われ、最終的に訓読み（異音同義）も作られるに至る。万葉仮名における漢字の同音異義性と異音同義性は、人や時期によって同じ土地でも任意の同音で異なる漢字を用いて地名表記が出来ることを意味し、文書化する際にかえって混乱を招くことになった。
大化の改新後、日本において初めて中央集権体制（律令体制）が確立すると、全国的な戸籍の編纂などの統治体制の整備がされるようになった。戸籍の記載には、万葉仮名を用いた不確定でバラバラな住所記載は不適切なため、713年（和銅6年）に元明天皇から 「畿内七道諸国郡郷着好字」 （諸国の郡郷名は好字で著せ）との勅令が下り、全国の地名は全て瑞祥地名に統一され、地名記載の確定がなされた。 また、平安時代中期に編纂された『延喜式』の巻第二十二民部上には「凡諸国部内郡里等名　並用二字　必取嘉名」（諸国の郡や村の名は必ず2字の良い字にせよ）とある。
律令体制（戸籍制度）が崩れた後は、時代ごとに為政者や土地の有力者などにより地名表記は任意に変えられ、また教育が庶民にまで行き届いていなかったため、誤表記が一般化することも多かった。
江戸幕府によって幕藩体制が成立し、政治の安定化と各地の大名居住地の固定化が進むと、江戸時代初期を通じて土木・建築ブーム（城下町建設および新田開発）となったが、城下町には各地の藩主の自己の由来に関わる漢字や瑞祥地名が付けられた。新田にはあまり瑞祥地名が用いられず、近隣の母村に「新田」を付した地名が付けられるか、開発の功労者の名が用いられた。
明治維新後、市町村制が施行されると、新村名として地域によっては瑞祥地名が用いられた。合併時の利害関係の調整が難しかった地域、特に合併後に核となる中心地がない地域で瑞祥地名を付けたケースが多く、今尾恵介はその代表格として「栄」を挙げた。北海道などの集団移住地では、その士族集団の出身藩や出身地の地名が用いられることもあった（現在の北広島市、伊達市、札幌市白石区など）。
近代国家体制が徐々に出来上がると地方自治も進み、地名の制定は地方自治体の裁量に委ねられることが増えた。人口増や産業の発展、都市の広域化などにより市町村同士が合併することも増え、新規に市町村名を制定する場合などに瑞祥地名が用いられる場合もみられるようになった。市町村制度制定（1889年）、昭和の大合併の影響を受けた市町村合併が繰り返されるにつれ、数々の瑞祥地名の市町村名が生まれた。一方で、非地名由来の瑞祥地名は合併を繰り返すうちに地名としては消滅し、学校名などに痕跡を残していることが多い。例えば栄村は、町村制施行時に14村もあったが、2021年現在残っているのは長野県下水内郡栄村のみである。
高度経済成長以降のマイホームブームの時期以降には、デベロッパーが地名を「商品名」として捉えるようになり、開発地の総称に「商品名」を、地区名に瑞祥地名をつけるケースも出てきた。例えば、商品名が「ポートアイランド」、地区名が「港島」というような例がある。また、場合によっては「商品名」をそのまま地区名としたりするようになった。その他、商店街の名前、マンション・アパートなどの名前、公的な建造物の名前まで漢字に限らず欧米の単語などで瑞祥化することも一般化し、住所の記載には各国語が入り乱れる状況となっている。

### 批判的観点
このように、全ての地名は瑞祥地名であるとも言える。しかし、平成の大合併においては市町村名にまで「商品名」のような瑞祥地名が用いられるようになり、その土地の地勢や歴史を踏まえていないものが多くなっているため、一部の地名研究家などから「安易である」「日本全国どこでもその地名を付けられる」などといった批判もある。反面、個々の地名はある程度限られた地点の名称であるため、合併でより広域となった地域を総称するにふさわしい名称がないだけに理解を示す向きもある。
一定の地域を指す古い地名があるにもかかわらず、これを廃してあえて新地名を創作する場合があり、一部の地名研究家などからは伝統の破壊であるとの批判もある。このような批判的観点からは俗に、キラキラネームになぞらえてキラキラ地名と呼ばれることもある。

## 瑞祥地名を採用した自治体
瑞祥地名には、命名前のその土地の音に、良い意味の漢字を当てはめた「当て字型」、良い意味の「普通名詞型」（具体的・抽象的）、他地域で良い意味として確立している「固有名詞の流用型」などがある。
以下、地名の記述は所在する自治体の「地方公共団体コード」順とする。

### 北海道・東北
- 北海道札幌市清田区
- 北海道札幌市豊平区
- 北海道千歳市
- 北海道北斗市[注釈 1]
- 北海道美唄市
- 北海道北見市
- 北海道恵庭市
- 北海道富良野市
- 北海道斜里郡清里町
- 北海道斜里郡小清水町
- 北海道岩内郡共和町
- 北海道網走郡大空町 [注釈 2]
- 北海道上川郡美瑛町
- 北海道上川郡清水町
- 北海道中川郡美深町
- 北海道天塩郡豊富町
- 北海道虻田郡豊浦町
- 北海道虻田郡喜茂別町
- 北海道中川郡豊頃町
- 北海道二海郡八雲町
- 北海道寿都郡寿都町
- 北海道古宇郡神恵内村
- 北海道虻田郡留寿都村
- 岩手県盛岡市 [注釈 3]
- 岩手県九戸郡洋野町[注釈 4]
- 宮城県仙台市[注釈 5]
- 宮城県仙台市青葉区
- 宮城県仙台市泉区
- 宮城県仙台市宮城野区
- 宮城県富谷市
- 宮城県黒川郡大和町
- 宮城県遠田郡美里町
- 秋田県仙北郡美郷町
- 山形県南陽市
- 福島県喜多方市
- 福島県大沼郡会津美里町

### 関東
- 茨城県日立市[注釈 6]
- 茨城県桜川市
- 茨城県つくばみらい市[注釈 7]
- 茨城県結城郡八千代町
- 茨城県東茨城郡城里町
- 茨城県稲敷郡美浦村
- 栃木県さくら市
- 栃木県芳賀郡芳賀町
- 群馬県高崎市[注釈 8]
- 群馬県みどり市
- 群馬県富岡市
- 群馬県邑楽郡明和町
- 群馬県邑楽郡千代田町
- 群馬県邑楽郡大泉町
- 群馬県吾妻郡嬬恋村
- 群馬県利根郡昭和村
- 埼玉県さいたま市桜区
- 埼玉県さいたま市緑区
- 埼玉県久喜市
- 埼玉県幸手市
- 埼玉県朝霞市[注釈 9]
- 埼玉県和光市
- 埼玉県富士見市
- 埼玉県ふじみ野市
- 埼玉県入間郡三芳町
- 埼玉県児玉郡美里町
- 埼玉県比企郡嵐山町[注釈 10]
- 千葉県千葉市若葉区
- 千葉県千葉市緑区
- 千葉県千葉市美浜区[注釈 11]
- 千葉県千葉市花見川区[注釈 12]
- 千葉県旭市
- 千葉県八千代市
- 千葉県浦安市
- 千葉県東金市
- 千葉県富里市
- 千葉県富津市
- 千葉県君津市
- 千葉県木更津市
- 千葉県袖ケ浦市
- 千葉県大網白里市
- 千葉県山武郡横芝光町
- 千葉県山武郡芝山町
- 千葉県印旛郡栄町
- 千葉県夷隅郡大多喜町
- 千葉県夷隅郡御宿町
- 東京都千代田区[注釈 13]
- 東京都文京区[注釈 14]
- 東京都台東区
- 東京都武蔵野市
- 東京都武蔵村山市
- 東京都東村山市
- 東京都東大和市[注釈 15]
- 東京都福生市
- 東京都日野市
- 東京都あきる野市
- 東京都西多摩郡瑞穂町
- 東京都西多摩郡日の出町
- 神奈川県横浜市青葉区
- 神奈川県横浜市都筑区[注釈 16]
- 神奈川県横浜市旭区
- 神奈川県横浜市緑区
- 神奈川県横浜市泉区
- 神奈川県横浜市栄区
- 神奈川県川崎市幸区[注釈 17]
- 神奈川県相模原市緑区
- 神奈川県大和市
- 神奈川県綾瀬市
- 神奈川県足柄上郡開成町
- 神奈川県愛甲郡愛川町

### 中部
- 富山県高岡市[注釈 18]
- 石川県七尾市[注釈 19]
- 石川県能美市
- 石川県珠洲市
- 福井県福井市[注釈 20]
- 福井県敦賀市
- 福井県三方郡美浜町
- 山梨県大月市
- 山梨県北杜市
- 山梨県都留市
- 山梨県南アルプス市
- 山梨県中巨摩郡昭和町
- 山梨県富士吉田市
- 山梨県南都留郡富士河口湖町
- 山梨県南巨摩郡富士川町
- 長野県松本市[注釈 21]
- 長野県下水内郡栄村
- 長野県諏訪郡富士見町
- 長野県下伊那郡豊丘村
- 長野県下伊那郡泰阜村[注釈 22]
- 長野県東筑摩郡朝日村
- 長野県北安曇郡白馬村
- 岐阜県岐阜市[注釈 23]
- 岐阜県瑞浪市
- 岐阜県瑞穂市
- 岐阜県美濃市
- 岐阜県美濃加茂市
- 静岡県静岡市葵区
- 静岡県静岡市清水区
- 静岡県伊豆の国市
- 静岡県富士宮市
- 静岡県駿東郡清水町
- 愛知県名古屋市昭和区
- 愛知県名古屋市瑞穂区
- 愛知県名古屋市緑区
- 愛知県尾張旭市
- 愛知県弥富市
- 愛知県日進市[注釈 24]
- 愛知県知多郡美浜町
- 愛知県知多郡武豊町
- 愛知県額田郡幸田町
- 愛知県北設楽郡東栄町
- 愛知県北設楽郡豊根村

### 近畿
- 滋賀県長浜市[注釈 25]
- 滋賀県蒲生郡竜王町
- 滋賀県犬上郡豊郷町[注釈 26]
- 京都府福知山市[注釈 27]
- 京都府亀岡市[注釈 28]
- 京都府城陽市
- 京都府舞鶴市
- 京都府綾部市
- 京都府京丹後市
- 京都府京田辺市
- 京都府船井郡京丹波町
- 京都府相楽郡精華町[注釈 29]
- 大阪府大阪市旭区
- 大阪府大阪市浪速区
- 大阪府大阪市鶴見区
- 大阪府大阪市此花区[注釈 30]
- 大阪府大阪市大正区[注釈 31]
- 大阪府大阪市住吉区
- 大阪府大阪市住之江区
- 大阪府堺市美原区
- 大阪府松原市
- 大阪府大東市
- 大阪府高石市
- 大阪府泉大津市
- 大阪府泉佐野市
- 大阪府泉南市
- 大阪府豊能郡豊能町
- 兵庫県姫路市
- 兵庫県明石市
- 兵庫県宝塚市
- 兵庫県朝来市
- 兵庫県加古郡稲美町
- 奈良県高市郡明日香村
- 和歌山県日高郡美浜町
- 和歌山県海草郡紀美野町

### 中国・四国
- 鳥取県東伯郡湯梨浜町
- 島根県邑智郡美郷町
- 島根県安来市
- 島根県鹿足郡吉賀町
- 岡山県久米郡美咲町
- 広島県福山市
- 山口県光市
- 山口県美祢市
- 徳島県美馬市
- 徳島県海部郡美波町
- 徳島県海部郡海陽町
- 高知県土佐清水市
- 高知県香美市
- 高知県南国市
- 高知県幡多郡黒潮町
- 高知県幡多郡大月町
- 高知県安芸郡東洋町

### 九州
- 福岡県北九州市若松区
- 福岡県福津市[注釈 32]
- 福岡県みやま市
- 福岡県筑紫野市
- 福岡県春日市
- 福岡県京都郡みやこ町
- 福岡県田川郡香春町
- 福岡県糟屋郡宇美町
- 長崎県雲仙市
- 佐賀県嬉野市
- 佐賀県武雄市
- 佐賀県神埼市
- 佐賀県藤津郡太良町
- 熊本県下益城郡美里町
- 熊本県上益城郡山都町
- 熊本県菊池郡菊陽町
- 熊本県球磨郡あさぎり町
- 熊本県球磨郡錦町
- 大分県東国東郡姫島村
- 大分県速見郡日出町
- 大分県国東市
- 大分県日田市
- 宮崎県都城市
- 宮崎県西都市
- 宮崎県東臼杵郡美郷町
- 宮崎県西臼杵郡高千穂町
- 宮崎県東諸県郡綾町
- 鹿児島県西之表市
- 鹿児島県出水市
- 鹿児島県奄美市
- 鹿児島県姶良郡湧水町
- 沖縄県うるま市 [注釈 33]
- 沖縄県豊見城市
- 沖縄県南城市
- 沖縄県島尻郡南風原町

## 旧自治体
- 岩手県和賀郡東和町（現・花巻市）
- 宮城県登米郡東和町（現・登米市）
- 秋田県河辺郡雄和町（現・秋田市）
- 秋田県仙北郡協和町（現・大仙市）
- 福島県安達郡東和町（現・二本松市）
- 茨城県猿島郡総和町（現・古河市）
- 茨城県猿島郡三和町（現・古河市）
- 茨城県那珂郡美和村（現・常陸大宮市）
- 茨城県真壁郡明野町（現・筑西市）
- 茨城県真壁郡協和町（現・筑西市）
- 茨城県真壁郡大和村（現・桜川市）
- 茨城県鹿島郡大洋村（現・鉾田市）
- 茨城県東茨城郡美野里町（現・小美玉市）
- 栃木県河内郡国本村（現・宇都宮市）
- 栃木県河内郡瑞穂野村（現・宇都宮市）
- 栃木県河内郡富屋村（現・宇都宮市）
- 栃木県河内郡豊郷村（現・宇都宮市）
- 埼玉県北足立郡美園村（現・さいたま市緑区、川口市）
- 埼玉県北葛飾郡庄和町（現・春日部市）
- 埼玉県北足立郡大和町（現・和光市）
- 埼玉県南埼玉郡日勝村（現・白岡市）
- 千葉県千葉郡都賀村（現・千葉市稲毛区、若葉区）
- 千葉県東葛飾郡梅郷村（現・野田市）
- 千葉県安房郡三芳村（現・南房総市）
- 千葉県匝瑳郡光町（現・横芝光町）
- 東京府北豊島郡大泉村（現・東京都練馬区）
- 東京都北多摩郡昭和町（現・昭島市）
- 神奈川県橘樹郡住吉村（現・川崎市）
- 神奈川県高座郡六会村（現・藤沢市）
- 新潟県豊栄市（現・新潟市北区）
- 新潟県南蒲原郡栄町（現・三条市）
- 新潟県南魚沼郡大和町（現・南魚沼市）
- 山梨県中巨摩郡若草町（現・南アルプス市）
- 山梨県北巨摩郡明野村（現・北杜市）
- 山梨県北巨摩郡双葉町（現・甲斐市）
- 山梨県東山梨郡大和村（現・甲州市）
- 山梨県東八代郡豊富村（現・中央市）
- 山梨県西八代郡三珠町（現・市川三郷町）
- 岐阜県山県郡高富町（現・山県市）
- 静岡県浜名郡可美村（現・浜松市中央区）
- 愛知県中島郡平和町（現・稲沢市）
- 愛知県海部郡美和町（現・あま市）
- 愛知県名古屋市栄区（現・中区）
- 三重県安芸郡美里村（現・津市）
- 三重県久居市（現・津市）[注釈 34]
- 京都府北桑田郡周山町（現・京都市右京区京北）[注釈 35]
- 京都府北桑田郡美山町（現・南丹市）
- 京都府船井郡日吉町（現・南丹市）
- 京都府船井郡瑞穂町（現・京丹波町）
- 京都府天田郡三和町（現・福知山市）
- 和歌山県海草郡美里町（現・紀美野町）
- 島根県邑智郡大和村（現・美郷町）
- 島根県邑智郡瑞穂町（現・邑南町）
- 広島県双三郡三和町（現・三次市）
- 広島県賀茂郡豊栄町（現・東広島市）
- 広島県神石郡三和町（現・神石高原町）
- 山口県阿武郡むつみ村（現・萩市）
- 山口県玖珂郡美和町（現・岩国市）
- 山口県熊毛郡大和町（現・光市）
- 山口県徳山市（現・周南市）[注釈 36]
- 山口県新南陽市（現・周南市）
- 徳島県麻植郡美郷村（現・吉野川市）
- 徳島県那賀郡鷲敷町（現・那賀町）[注釈 37]
- 長崎県南高来郡瑞穂町（現・雲仙市）
- 鹿児島県曽於郡輝北町（現・鹿屋市）[注釈 38]
- 鹿児島県姶良郡吉松町（現・湧水町）
- 沖縄県中頭郡美里村（現・沖縄市）
- 明治村・明治町（全国に存在した）
- 大正村・大正町（全国に存在した）
- 昭和村・昭和町（全国に存在した）
- 相生村・相生町（全国に存在した）
- 青柳村（全国に存在した）
- 青山村（全国に存在した）

## 中止された自治体
- 青森県あっぷる市
- 山形県はながさ市
- 宮城県あおい市[14]
- 福島県ひばり野市[15]
- 茨城県霞南市
- 茨城県しあわせ市
- 茨城県常陸野市[16]
- 埼玉県彩野市
- 埼玉県桜宮市
- 埼玉県若葉市
- 千葉県太平洋市
- 千葉県北総市
- 神奈川県湘南市
- 新潟県良寛町
- 長野県中央アルプス市
- 長野県飯山野沢温泉市
- 岐阜県ひらなみ市[17]
- 愛知県南セントレア市
- 滋賀県あかね市[18]
- 石川県鳳町
- 三重県朝明市
- 大阪府南泉州市
- 奈良県西和市
- 徳島県日出市
- 徳島県美海町
- 高知県黒潮市
- 福岡県ゆたか市
- 佐賀県湯陶里市
- 熊本県天草シオマネキ市
- 長崎県琴の海市
- 長崎県さざなみ町
- 鹿児島県ちらん枕崎市
- 鹿児島県れいめい市
- 鹿児島県ブルー奄美市[19]
- 沖縄県東方市

## 新興住宅地の町名
新興住宅地、ニュータウン、団地などの宅地造成、大手私鉄の沿線開発の際に付けられた地名を主とする。前述のとおり、デベロッパーにより宅地販売のための商品名・ブランド名的に命名されることも多い。私鉄系デベロッパーの開発や、また単に宅地開発で人口が増えた結果により、最寄り駅名にも瑞祥地名が採用されるケースが少なくない。
「丘」「台」「野」などの付くひらがな・カタカナ地名が多い。

### 「丘」の瑞祥地名
字義通り丘陵地を想起させる典型的な瑞祥地名。町丁の新旧問わず全国各地に広く点在している。
1916年（大正5年）、阪急電鉄宝塚本線・雲雀丘花屋敷駅の開業に伴い宅地開発された「雲雀丘」、 1927年（昭和2年）の東京横浜電鉄東横線の開通に伴い開発された「自由が丘」などが古い。

### 「台」の瑞祥地名
「丘」と同様、高台・台地を想起させる典型的な瑞祥地名。
1651年（慶安4年）、江戸の白金村から新設された白金台町一丁目～十一丁目（現：東京都港区白金台）などが古い。

### 「野」の瑞祥地名
字義通り平野を想起させる典型的な瑞祥地名。1967年（昭和42年）3月、東急田園都市線の新駅開業に伴う駅周辺の沿線開発のため、東急不動産が町名を公募。これにより選ばれた「つくし野」から全国に広まった。

### 批判
キラキラネームならぬキラキラ地名であるとして批判する声がある。
実際の土地の標高・海抜とは関係なく、周囲と比べ低地の場所に「台」や「丘」の地名が付けられる場合すらある。ニュータウン研究家の吉川祐介は「東日本大震災においても、被災地に多くの災害地名が見られたことが指摘されている。それを一部の開発業者や役人の思い付きだけで、土地にまつわる由来も、先人が託した想いも無視して、イメージのみを優先した訳のわからない脳天気な地名に変えてしまうのは考えものであろう。」と述べている。

## 駅名
瑞祥地名を採用した鉄道駅の例。
- 東武鉄道東上線 - ときわ台駅、みずほ台駅、朝霞台駅、ふじみ野駅、霞ヶ関駅、若葉駅、武蔵嵐山駅

## 日本国外

### 韓国
757年（景徳王16年）に統一新羅の地名が中国風の地名になった当初は「城」などの漢字を用いた軍事的な地名が多かったが、高麗時代に慶州などのように「州」をつけた地名になり、李氏朝鮮時代に自然の名前を用いた瑞祥地名が作られた。
- 光州広域市
- 京畿道安山市常緑区
- 慶尚南道金海市
- 慶尚北道金泉市
- 全羅南道宝城郡
- 慶尚北道蔚珍郡
- 慶尚北道慶州市
- 慶尚北道慶山市
- 釜山広域市海雲台区
- 大邱広域市寿城区
- 大邱広域市達城郡
- 仁川広域市延寿区
- 仁川広域市桂陽区

### 北朝鮮
北朝鮮にも金の漢字が含まれる地名がいくつか存在するが、黄海北道金川（クムチョン）郡を除きほとんどが人名由来である。退潮郡から改名された楽園郡などの例がある。

### 台湾
- 高雄市
- 新竹市
- 嘉義市
- 花蓮県
- 台北市万華区
- 台北市信義区
- 台北市大同区
- 新北市永和区
- 桃園市八徳区
- 桃園市復興区
- 台中市豊原区
- 台中市清水区
- 台中市大安区
- 台中市和平区
- 台南市安平区
- 台南市善化区
- 台南市安定区
- 台南市仁徳区
- 高雄市新興区
- 高雄市苓雅区
- 高雄市鳳山区
- 高雄市永安区
- 高雄市弥陀区
- 高雄市桃源区
- 基隆市仁愛区
- 基隆市安楽区
- 基隆市信義区
- 新竹市香山区

### 中国
- 甘粛省武威市
- 甘粛省白銀市
- 広東省肇慶市
- 広東省恵州市
- 広東省雲浮市
- 深圳市福田区
- 深圳市光明区
- 深圳市宝安区
- 深圳市竜華区
- 広州市海珠区
- 広州市白雲区
- 広州市花都区
- 広州市越秀区
- 河北省秦皇島市
- 雲南省香格里拉市
- 安徽省阜陽市
- 福建省福州市
- 福建省泉州市
- 福建省寧徳市
- 海南省文昌市
- 海南省万寧市
- 海南省臨高県
- 海南省澄邁県
- 海南省定安県
- 河北省滄州市
- 河北省承徳市
- 黒竜江省大慶市
- 黒竜江省綏化市
- 遼寧省瀋陽市
- 湖北省随州市
- 湖北省襄陽市
- 湖北省仙桃市
- 濮陽市華竜区
- 安陽市竜安区